# Глушко Михайло Степанович
Глушко Михайло Степанович (5 листопада 1955, село Грабовець, Стрийський район, Львівська область — 13 березня 2024, місто Львів) — український науковець, доктор історичних наук, професор кафедри етнології Львівського національного університету імені Івана Франка.

## Життєпис
Михайло Степанович народився 5 листопада 1955 року у селі Грабовець Стрийського району Львівської області в селянській родині. Навчався у початковій школі у рідному селі (1963–1967 рр.), Славській десятирічці (1967–1973 рр.). У 1973–1978 роках навчався на історичному факультеті Ужгородського державного університету, отримав диплом з відзнакою. У 1978–1982 роках — вчитель історії та суспільствознавства Дубрівської десятирічки Баранівського району Житомирської області, у 1982—1984 роках — керівник початкової військової підготовки Новороздільської СШ № 1 Миколаївського району Львівської області.
Від квітня 1984 року до 2003 року працював у Львівському відділенні Інституту мистецтвознавства, фольклору та етнографії АН УРСР (у 1992 році на його основі створено окремий Інститут народознавства НАН України): спершу на посаді молодшого наукового співробітника, у 1990—1992 роках — наукового співробітника, у 1992–1994 роках — заступника директора з наукової роботи, у 1994—1997 та 1999—2003 роках — старшого наукового співробітника, у 1997—1999 роках — завідувача відділу карпатознавства. Саме в стінах цієї академічної установи він підготував свою кандидатську дисертацію «Сухопутні засоби транспорту українців Карпат другої половини XIX – початку XX ст. (Особливості і розвиток)» (керівник — професор Юрій Гошко), яку захистив у 1989 році.
Від 1998 року М. С. Глушко — доцент кафедри етнології Львівського національного університету імені Івана Франка (до 2003 року за сумісництвом), з квітня 2005 року — професор цієї ж кафедри. У 2004 році М. С. Глушко успішно захистив докторську дисертацію на тему «Генезистваринного запрягу в Україні (культурно-історична проблема)» (науковий консультант — професор Роман Кирчів).

## Наукова та освітня діяльність
Професор М. С. Глушко опублікував понад 400 наукових та науково-популярних праць, серед яких п'ять монографій, три авторські навчальні посібники, 14 колективних монографій та 7 колективних навчальних посібників у співавторстві, упорядник двох фольклорних збірників «Колядки і щедрівки» (1990, 1991), другий із яких видали накладом 100 тис. примірників.
Організатор, керівник та учасник більше тридцяти історико-етнографічних експедицій, під час яких було досліджено Бойківщину, Гуцульщину, Лемківщину, Надсяння, Опілля, Покуття, Поділля, Волинь, Середнє Подніпров'я, Західне Полісся та інші етнографічні райони України. Ініціатор, організатор і керівник комплексних історико-етнографічних, фольклористичних та мистецтвознавчих експедицій у радіоактивно забруднених районах Середнього Полісся (1994—1997, 2004 років). Зібрав майже півтора тисячі українських народних пісень, десятки казок, легенд, переказів і народних оповідань, сотні прислів'їв і приказок тощо, які і досі не опубліковані.
У 2004—2005 роках прочитав курс лекцій «Етнографія України» в Інституті етнології та культурної антропології Варшавського університету (Польща). У 1990—1992 роках — секретар, у 1992—2008 роках — голова Етнографічної комісії, з 1996 року — член Президії Наукового товариства імені Шевченка. У 2005 році обраний дійсним членом НТШ. Член редколегії часописів «Народознавчі зошити» і «Міфологія і фольклор», щорічників «Вісник Львівського університету. Серія історична», «Вісник Інституту археології», «Наукові зошити історичного факультету», «Кайндлівські читання», серійного видання «Записки Наукового товариства імені Шевченка». Член трьох спеціалізованих вчених рад із захисту докторських і кандидатських дисертацій зі спеціальностей «етнологія», «фольклористика» та «історія України».

## Основні праці
Монографії
- «Шляхи сполучення і транспортні засоби в Українських Карпатах другої половини XIX — поч. XX ст.» — К.: Наукова думка, 1993. — 226 с.
- «Генезис тваринного запрягу в Україні (Культурно-історична проблема)». — Львів: ЛНУ ім. І. Франка, 2003. — 444 с.
- «Надсяння: традиційна культура і побут (етнолінгвістичні скарби)» (2017, у співавторстві з Л. Хомчак);
- «Народознавчі студії в Науковому товаристві імені Шевченка (1895–2020): Статті та матеріали» (2022);
- ««Філарет Колесса і Наукове товариство імені Шевченка у Львові» (2023).

Навчальні посібники, підручники
- Опрацювання та оформлення польових етнографічних матеріалів для здачі в архів на зберігання: методичні рекомендації / Михайло Глушко. — Львів: ЛНУ ім. І. Франка, 2007. — 20 с.
- «Методика польового етнографічного дослідження: навчальний посібник» / Михайло Глушко. — Львів: Вид. центр ЛНУ імені І. Франка, 2008. — 288 с.
- Історія народної культури українців: навчальний посібник / Михайло Глушко. — Львів: ЛНУ ім. Івана Франка, 2014. — 416 с.
- «Історія народної культури українців: навчальний посібник» (2018).

Збірки
- Колядки і щедрівки / Упоряд. М. С. Глушко, О. А. Чабаненко, вст. стаття М. С. Глушка. — Львів: ХОСЕН, 1990. — 40 с.
- Колядки і щедрівки / Упоряд., вст. стаття, примітки М. С. Глушка, вст. стаття Р. Ф. Кирчіва. — К. : Музична Україна, 1991. — 239 с.

Статті
- Жниварський обряд Дібровчан / М. С. Глушко // Народна творчість та етнографія. — 1985. — № 5. — С. 69.
- Лісозаготівлі / Михайло Глушко // Гуцульщина: історико-етнографічне дослідження. — К. : Наукова думка, 1987. — С. 119—125.
- Средства связи и транспорт / М. Глушко // Украинские Карпаты: Культура. — К. : Наукова думка, 1989. — С. 54-61.
- Традиційний транспорт українців / М. Глушко // Радянська школа. — Київ, 1990. — № 7. — С. 32-38.
- Без вола подвір'я голе // Берегиня: Історія, звичаї, традиції українського народу. — Київ, 1992. — № 1. — С. 63-68.
- Типы и динамика развития традиционного гужевого транспорта украинцев Карпат XIX — начала XX вв. // Етнографічна спадщина і національне відродження: Тези доповідей та повідомлень міжнародної наукової конференції. — К., 1992. — С. 108—110.
- Вплив природно-географічного середовища на шляхи сполучення, гужовий транспорт та етнокультурні взаємозв'язки (на матеріалі українських Карпат) // Природа. Людина. Етнос (Тези Теоретичного семінару «Природа і культура», Луцьк, травень 1992 р.). — Луцьк, 1992. — Ч. 1. — С. 49-50.
- Невидана стаття Юрія Павловича з історії примітивного транспорту / Михайло Глушко // Записки Наукового товариства ім. Т. Шевченка. — Львів, 1992. — Т. CCXXIII: Праці секції етнографії та фольклористики. — С. 284—286.
- Етнографія бойківського лісосплаву / Михайло Глушко // Записки Наукового товариства ім. Т. Шевченка. — Львів, 1992. — Т. CCXXIII: Праці секції етнографії та фольклористики. — С. 155—171.
- Софроній Колтатів і Вільховець / Михайло Глушко // Літопис Борщівщини. Історико-краєзнавчий збірник. — Борщів: Джерело, 1993. — Вип. 4. — С. 55-57.
- Генетичні витоки санного транспорту гуцулів // Проблеми Гуцульщини (Тези доповідей Міжнародної науково-практичної конференції. Косів, 27-28 травня 1993 р.). — Чернівці, 1993. — Ч. 3. — С. 71-74.
- Проблеми становлення гужового транспорту України періоду енеоліту // Тези доповідей і повідомлень міжнародної наукової конференції «Трипільська культура України» (до 100-річчя відкриття). — Львів, 1993. — С. 10-11.
- Взявся за гуж, то не кажи: не дуж // Берегиня: Історія, звичаї, традиції українського народу. — Київ, 1993—1994. — № 2-3. — С. 80-92.
- Засоби пересування / Михайло Глушко // Поділля: історико-етнографічне дослідження. — К. : ВНКЦ «Доля», 1994. — С. 313—322.
- Традиційний транспорт // Українське народознавство / За ред. С. П. Павлюка, Г. Й. Горинь, Р. Ф. Кирчіва. — Львів: Фенікс, 1994. — С. 409—436.
- Традиційний транспорт // Українознавство. — Київ: Зодіак–ЕКО, 1994. — С. 142—154.
- Науковий доробок Зоряни Болтарович / Михайло Глушко // Народознавчі зошити. — 1995. — № 1. — С. 13–16.
- Внесок Володимира Кобільника в дослідження традиційного транспорту бойків // Бойківщина: історія і сучасність. Матеріали Міжнародного історико-народознавчого семінару «Населення Бойківщини у контексті загальнокарпатського етнокультурного розвитку». Самбір, 14-16 вересня 1995 р. — Львів; Самбір, 1995. — С. 110—112.
- Основні типи тяглових засобів колісного транспорту поліщуків XVI—XVIII століть / Михайло Глушко // Записки Наукового товариства імені Шевченка. — Львів, 1995. — Т. CCXXX: Праці Секції етнографії та фольклористики. — С. 107—121.
- Релікти водного транспорту поліщуків Київщини / Михайло Глушко // Записки Наукового товариства імені Шевченка. — Львів, 1995. — Т. CCXXX: Праці Секції етнографії та фольклористики. — С. 190—199.
- Перше постчорнобильське історико-етнографічне дослідження Київського Полісся / Михайло Глушко // Народознавчі зошити. — 1995. — № 3. — С. 139—144.
- Колиска слов'янства у постатомній резервації: До десятої річниці аварії на Чорнобильській АЕС / Михайло Глушко // Універсум. — 1996. — № 3–4. — С. 44-47.
- Способи запрягу волів прикарпатськими прасолами XVI—XIX ст. та їх витоки // Бойківщина: Історія і сучасність.– Львів: Фіра-люкс, 1996. — Ч. 2. — С. 71-73.
- Традиційний транспорт лемків у публікаціях XX століття // Мистецтво і традиційна культура українського зарубіжжя: Матеріали міжнародної наукової конференції, Івано-Франківськ, 10-12 листопада 1992 року. — Львів, 1996. — С. 91-97.
- На древній Овруччині / Михайло Глушко // Народознавчі зошити. — 1996. — № 2. — С. 70-76. [Архівовано 4 листопада 2014 у Wayback Machine.]
- Невідомі аспекти тяглових засобів полозового транспорту населення Центрального Полісся / Михайло Глушко // Народознавчі зошити. — 1996. — № 2. — С. 110—116.
- З народного досвіду регуляції карпатських рік (ХІХ — поч. ХХ ст.) / Михайло Глушко // Народознавчі зошити. — 1996. — № 3 (9). — С. 156—161.
- У межиріччі Ужа і Тетерева / Михайло Глушко // Народознавчі Зошити, 1996. — № 6. — С. 384—395. [Архівовано 4 листопада 2014 у Wayback Machine.]
- Традиційні запряги тварин і тяглові засоби колісного транспорту поліщуків / Михайло Глушко // Древляни: Збірник статей і матеріалів з історії та культури Поліського краю. — Львів: Ін-т народознавства НАН України, 1996. — Вип. 1. — С. 109—120.
- «Норовистому коневі і майдан тісний» (З дискусійних проблем про об'єкти деяких східнослов'янських зворотів) / Михайло Глушко // Народознавчі зошити. — 1997. — № 1. — С. 57-62.
- Зимовий виїзний транспорт українського селянства / Михайло Глушко // Народознавчі зошити. — 1997. — № 5 (17). — С. 283—291.
- Передмова / Михайло Глушко, Степан Павлюк // Полісся України: матеріали історико-етнографічного дослідження. — Львів: ІН НАН України, 1997. — Вип. 1: Київське Полісся, 1994. — С. 3-7.
- Традиційний сухопутний транспорт / Михайло Глушко // Полісся України: матеріали історико-етнографічного дослідження. — Львів: ІН НАН України, 1997. — Вип. 1: Київське Полісся, 1994. — С. 25-52.
- Човни та їх локальна специфіка / Михайло Глушко // Полісся України: матеріали історико-етнографічного дослідження. — Львів: ІН НАН України, 1997. — Вип. 1: Київське Полісся, 1994. — С. 53-61.
- Від Уборті до Дніпра (Заключний етап комплексного історико-етнографічного дослідження Центрального Полісся) / Михайло Глушко // Народознавчі зошити. — 1997. — № 6. — С. 368—384.
- Перспективи і наукові засади реконструкції сухопутного транспорту Галицької землі княжої доби // Галич і Галицька земля в державотворчих процесах України (Матеріали Міжнародної ювілейної наукової конференції). — Івано-Франківськ; Галич: Плай, 1998. — С. 76-79.
- Лісорубство і транспортування деревини на Лемківщині / Михайло Глушко // Науковий збірник Музею українсько-руської культури у Свиднику. — Пряшів, 1998. — Т. 21. — С. 216—226.
- Системи запрягу коня у транспортні засоби українського селянства XVI—XX ст.: Проблеми походження / Михайло Глушко // Народознавчі зошити. — 1998. — № 4. — С. 359—373.
- «На нашій ниві колосся, як у шолудивого волосся». (Ремікси «культурного релятивізму» чи космополітизм «кабінетної етнології») / Михайло Глушко, Юрій Гошко // Дрогобицький краєзнавчий збірник. — Дрогобич: Вимір, 1998. — Вип. 3. — С. 326—344.
- Засоби зв'язку і транспорту / Михайло Глушко // Лемківщина: історико-етнографічне дослідження: В 2-х т. — Львів: ІН НАН України, 1999. — Т. 1: Матеріальна культура. — С. 193—217.
- «Для України жить!» (До 70-річчя з дня народження Григорія Дем'яна) / Михайло Глушко // Народознавчі зошити. — 1999. — № 3. — С. 273—290.
- Типи тяглових засобів як диференціююча ознака сухопутного транспорту українців (проблеми комплектування музейних збірок) / Михайло Глушко // Народознавчі зошити. — 1999. — № 6. — С. 824—828.
- Бовкун як етнокультурний феномен українців / Михайло Глушко // Вісник Львівського університету. Серія історична. — 1999. — Вип. 34. — С. 501—516.[недоступне посилання з липня 2019]
- Передмова / Михайло Глушко, Степан Павлюк // Полісся України: матеріали історико-етнографічного дослідження. — Львів: ІН НАН України, 1999. — Вип. 2 : Овруччина. 1995. — С. 3-6.
- Рибальські снасті та способи їх застосування / Михайло Глушко // Полісся України: матеріали історико-етнографічного дослідження. — Львів: ІН НАН України, 1999. — Вип. 2: Овруччина. 1995. — С. 19-32.
- Сплав лісу в басейні Ужа / Михайло Глушко // Полісся України: матеріали історико-етнографічного дослідження. — Львів: ІН НАН України, 1999. — Вип. 2 : Овруччина. 1995. — С. 45-50.
- Полозні і колісні засоби пересування / Михайло Глушко // Полісся України: матеріали історико-етнографічного дослідження. — Львів: ІН НАН України, 1999. — Вип. 2 : Овруччина. 1995. — С. 59-76.
- Системи запрягу гужових тварин та упряж / Михайло Глушко // Полісся України: матеріали історико-етнографічного дослідження. — Львів: ІН НАН України, 1999. — Вип. 2 : Овруччина. 1995. — С. 77-86.
- Віл у різдвяно-новорічній обрядовості українців: Реконструкція первісного образу та історичного змісту / Михайло Глушко // Вісник Львівського університету. Серія історична. — 2000. — Вип. 35-36. — С. 399—425.[недоступне посилання з липня 2019]
- Генетичні витоки традиційного транспорту населення Східних Карпат / Михайло Глушко // Народознавчі Зошити. — Львів, 2000. — № 1. — С. 47-64.
- Листування Романа Кирчіва і Григорія Дем'яна / вст. стаття, упоряд., наук. прим. М. Глушка // Народознавчі зошити. — 2000. — № 3. — С. 414—447.
- Семантика лексеми «оглобля» в говорах української мови / Михайло Глушко // Народознавчі Зошити. — Львів, 2000. — № 6. — С. 983—987.
- Походження традиційного парного ярма в українців (нова концепція) / Михайло Глушко // Записки НТШ. — Львів, 2001. — Т. CCXLII: Праці Секції етнографії і фольклористики. — С. 154—188.
- Витіснення вола конем як упряжної тварини в господарстві українців: соціально-економічні аспекти / Михайло Глушко // Народознавчі Зошити. — Львів, 2001. — № 3. — С. 563—569.
- Ніна Заглада. Із звіту етнографічної експедиції 1934 року / Публ., підг. тексту, прим., «Остання експедиція Ніни Заглади. Замість післямови» М. Глушка // Записки Наукового товариства імені Шевченка. — Львів, 2001. — Т. CCXLII: Праці Секції етнографії і фольклористики. — С. 443—505.
- Види упряжі коня як тяглової сили в Україні та їх генетичні витоки / Михайло Глушко // Народознавчі Зошити. — Львів, 2002. — № 1-2. — С. 32-40.
- «Коня дехто жаліє, яким оре хто-небудь»: нове прочитання літописного факту / Михайло Глушко // Вісник Львівського університету. Серія історична. — 2002. — Вип. 37. — Ч. 1: Статті та повідомлення. — С. 513—524.
- Походження «полазника» як звичаю зимової календарної обрядовості українців (нова концепція) / Михайло Глушко // Народна творчість та етнографія. — 2003. — № 3. — С. 83-89.
- Кінь у світогляді українців: дохристиянські мотиви / Михайло Глушко // Народознавчі Зошити. — Львів, 2003. — № 1-2. — С. 90-93.
- Традиційне рибальство / Михайло Глушко // Полісся України: матеріали історико-етнографічного дослідження. — Львів: ІН НАН України, 2003. — Вип. 3 : У межиріччі Ужа і Тетерева. 1996. — С. 17-36.
- Водний транспорт поліщуків / Михайло Глушко // Полісся України: матеріали історико-етнографічного дослідження. — Львів: ІН НАН України, 2003. — Вип. 3 : У межиріччі Ужа і Тетерева. 1996. — С. 49-58.
- Сухопутний транспорт поліщуків / Михайло Глушко // Полісся України: матеріали історико-етнографічного дослідження. — Львів: ІН НАН України, 2003. — Вип. 3 : У межиріччі Ужа і Тетерева. 1996. — С. 59-82.
- Оглобля: слово і реалія / Михайло Глушко // Діалектологічні студії. — Львів: Вид-во Ін-ту українозн. ім. І. Крип'якевича, 2003. — Т. 2: Мова і культура. — С. 103—111.
- Упряж тяглових тварин в Україні доби енеоліту та бронзи: сучасні наукові інтерпретації з погляду етнолога // Вісник Львівського університету. Серія історична. — 2003. — Вип. 38. — С. 501—522.
- Голодомор 1932—1933 років на теренах київського Полісся (свідчення очевидців) / Михайло Глушко // Відлуння голодомору-ґеноциду 1932—1933. Етнокультурні наслідки голодомору в Україні. — Львів, 2005. — С. 163—173.
- Походження та джерела слов'янської «колодки» як звичаю весняної календарної обрядовості / Михайло Глушко // Вісник Львівського університету. Серія історична. — 2005. — Вип. 39-40. — С. 433—455.
- Шляхами постчорнобильських історико-етнографічних експедицій теренами Полісся України / Михайло Глушко // Вісник Львівського університету. Серія історична. — 2005. — Вип. 39–40. — С. 743—750.
- Типологія санного транспорту у сучасній етнологічній науці (На матеріалах дослідження транспортних засобів східних і західних слов'ян) / Михайло Глушко // Етнічна культура українців. — Львів: ЛНУ ім. І. Франка, 2006. — С. 115—132.
- Методика реконструкції об'єктів культури населення України доісторичного періоду (досвід етнологів) / Михайло Глушко // Археологічні дослідження Львівського університету. — Львів, 2006. — Вип. 9. — С. 193—210.
- Гужовий полозний транспорт населення України доби енеоліту: реконструкція ходової частини і кузова / Михайло Глушко // Вісник Інституту археології. — Львів: Вид. центр ЛНУ ім. І. Франка, 2007. — Вип. 2. — С. 55-73.
- Історико-етнографічна Волинь: локалізація, межі (за матеріалами наукових досліджень другої половини ХХ — початку ХХІ ст.) / Михайло Глушко // ІІІ Міжнародний науковий конгрес українських істориків «Українська історична наука на шляху творчого поступу». Луцьк, 17–19 травня 2006 р.: Доповіді та повідомлення: в 3-х т. — Луцьк, 2007. — Т. І. — С. 111—118.
- Михайло Глушко. Дем'ян Григорій // Енциклопедія Львова: в 4 т / за ред. А. Козицького. — Львів : Літопис, 2008. — Т. 2: Д—Й. — С. 36–37. — ISBN 978-966-7007-69-0.
- Михайло Глушко. Етнографічний збірник, Етнологія // Енциклопедія Львова: в 4 т / за ред. А. Козицького. — Львів : Літопис, 2008. — Т. 2: Д—Й. — С. 244—250. — ISBN 978-966-7007-69-0.
- Середнє Полісся у системі етнографічного районування України: Локалізація, межі (за матеріалами наукових досліджень другої половини ХХ — початку ХХІ ст.) / Михайло Глушко // Вісник Львівського університету. Серія історична. — Львів, 2008. — Вип. 43. — С. 15–33.
- Етнографічне районування української Галичини (За матеріалами наукових досліджень XIX — початку XXI ст.) / Михайло Глушко // Галичина: Етнічна історія: тематич. зб. ст. — Львів: Вид. центр ЛНУ ім. І. Франка, 2008. — С. 46-80.
- Михайло Грушевський — ініціатор та організатор етнографічних досліджень в НТШ / Михайло Глушко // Народознавчі зошити. — 2008. — № 1–2. — С. 14-20.
- Фольклор: початок вживання терміна в українській науці та його значення / Михайло Глушко// Народна творчість та етнографія. — 2008. — № 6. — С. 12-23.
- Санний транспорт поліщуків: джерела, походження, етапи розвитку / Михайло Глушко // Вісник Львівського університету. Серія історична. — 2008. — Вип. 43. — С. 217—257.
- Артефакт воза з Тустані та його значення для реконструкції ходу колісного транспорту княжої доби / Михайло Глушко // Фортеця: збірник заповідника «Тустань»: на пошану Михайла Рожка. — Львів: Камула, 2009. — Кн. 1. — С. 358—365.
- Етнографічне районування України: стан, проблеми, завдання (за матеріалами наукових досліджень другої половини XX — початку XXI ст.) // Вісник Львівського університету. Серія історична. — 2009. — Вип. 44. — С. 179—214.
- Купальські пісні Східної Волині з села Дубрівки Баранівського району Житомирської області / Михайло Глушко // Міфологія і фольклор. — 2009. — № 1 (2). — С. 75–84.
- Історико-етнографічне районування Галичини: сучасний стан / Михайло Глушко // Карпати: людина, етнос, цивілізація. — 2009. — № 1. — С. 8–18.
- Шляхи сполучення i традиційний транспорт Старосамбірщини / Михайло Глушко // Народознавчі зошити. 2009. — № 5-6. — С. 634—648.
- Григорій Дем'ян / Михайло Глушко // Вісник НТШ. — Львів, 2009. — Ч. 41 (Весна–літо). — С. 48–49. [Архівовано 18 травня 2015 у Wayback Machine.]
- Роман Кирчів / Михайло Глушко // Вісник НТШ. — Львів, 2010. — Ч. 43 (Весна–літо). — С. 58–59. [Архівовано 18 травня 2015 у Wayback Machine.]
- Роман Кирчів — невтомний член НТШ в Україні / Михайло Глушко // Народознавчі зошити. — 2010. — № 1-2. — С. 29-37 [Архівовано 3 квітня 2015 у Wayback Machine.]
- Народознавчі дисципліни у дослідженнях Наукового товариства ім. Шевченка: дефініції і предметний засяг / Михайло Глушко // Записки Наукового товариства імені Шевченка. — Львів, 2010. — Т. CCLIX: Праці Секції етнографії і фольклористики. — С. 335—363.
- Антропологічні студії в Науковому товаристві імені Шевченка (кінець XIX — 30-ті роки XX ст.) / Михайло Глушко // Вісник Львівського університету. Серія історична. — 2010. — Вип. 45. — С. 413—436.
- Початки вживання терміна «фольклор» в українській науці та його значення / Михайло Глушко // Вісник Львівського університету. Серія філологічна. — 2010. — Вип. 43. — С. 117—131.
- Етнологія: дефініції i предмет студій в НТШ (кін. XIX — 30-тi рр. ХХ ст.) / Михайло Глушко // Народознавчі зошити. — 2010. — № 5-6. — С. 707—714 [Архівовано 2 квітня 2015 у Wayback Machine.].
- Хто ж записав «Народнїй калєндар у Ровенськім повітї Волинської ґубернії»? / Михайло Глушко // Народознавчі зошити. — 2011. — № 1. — С. 28-42. [Архівовано 2 квітня 2015 у Wayback Machine.]
- Співпраця Василя Доманицького з Науковим товариством імені Шевченка у Львові / Михайло Глушко // Василь Доманицький: особистість і науково-творча спадщина / зб. пр. учасників наук. семінару, проведеного з нагоди 100-річчя від часу смерті вченого. — Черкаси, 2011. — С. 31-40.
- Пам'ять про Василя Доманицького незгасна / Михайло Глушко // Народознавчі зошити. — 2011. — № 2. — С. 365—367. [Архівовано 2 квітня 2015 у Wayback Machine.]
- Корнелій Кутельмах — дослідник традиційної календарно-побутової обрядовості поліщуків / Михайло Глушко, Ігор Гілевич // Народознавчі зошити. — 2011. — № 6. — С. 1051—1055. [Архівовано 3 квітня 2015 у Wayback Machine.]
- З наукової спадщини Корнелія Кутельмаха як етнографа-експедиційника / Михайло Глушко // Народознавчі зошити. — 2011. — № 6. — С. 1056—1059. [Архівовано 2 квітня 2015 у Wayback Machine.]
- [Конференції, симпозіюми, академії: Хроніка наукових і громадсько-культурних подій] / Михайло Глушко // Вісник НТШ. — Львів, 2011. — Ч. 46 (Осінь–зима). — С. 88.
- Походження та джерела вчиненого хліба в українців (культурно-генетичний аспект) / Михайло Глушко // Народознавчі зошити. — 2012. — № 1. — С. 3-18.
- Невідомий Андрій Веретельник / Михайло Глушко // Народознавчі зошити. — 2012. — № 6. — С. 1019—1026. [Архівовано 2 квітня 2015 у Wayback Machine.]
- Співпраця Василя Доманицького з Науковим товариством імені Шевченка у Львові / Михайло Глушко // Вісник Львівського університету. Серія історична. — 2012. — Вип. 47. — С. 6–16. [Архівовано 22 березня 2022 у Wayback Machine.]
- Алешо Олександр / Михайло Глушко // Наукове товариство імені Шевченка. Енциклопедія. — 2012. — Т. 1. — С. 137—138.
- Антропологічні дослідження у Науковому товаристві ім. Шевченка / Михайло Глушко, Юрій Ковалів // Наукове товариство імені Шевченка. Енциклопедія. — 2012. — Т. 1. — С. 221—226.
- «Антропометричні досліди українського населення Галичини, Буковини й Угорщини» / Михайло Глушко // Наукове товариство імені Шевченка. Енциклопедія. — 2012. — Т. 1. — С. 226—227.
- Банат / Михайло Глушко // Наукове товариство імені Шевченка. Енциклопедія. — 2012. — Т. 1. — С. 407.
- Весілля у селі Дубрівці Баранівського району Житомирської області / Михайло Глушко // Вісник Львівського університету. Серія історична. — 2012. — Вип. 47. — С. 268—343. [Архівовано 22 березня 2022 у Wayback Machine.]
- Дослідження традиційного будівницва у Науковому товаристві імені Шевченка (кінець XIX — початок XXI ст.) / Михайло Глушко // Народознавчі зошити. — 2013. — № 2. — С. 191—199. [Архівовано 5 березня 2016 у Wayback Machine.]
- Підгір'я — окрема етнографічна одиниця України? / Михайло Глушко // Вісник Львівського університету. Серія історична. — 2013. — Вип. 48. — С. 299—318.
- Допоміжні господарські заняття населення Старосамбірщини / Михайло Глушко // Народознавчі зошити. — 2014. — № 2. — С. 229—235. [Архівовано 2 квітня 2015 у Wayback Machine.]
- Наукові зв'язки викладачів історичного факультету Львівського національного університету імені Івана Франка з Науковим товариством імені Шевченка в Україні (1989—2013) / Михайло Глушко // Вісник Львівського університету. Серія історична. — 2014. — Вип. 50. — С. 73–109. [Архівовано 22 березня 2022 у Wayback Machine.]
- Наукова співпраця професора Миколи Крикуна з Науковим Товариством імені Шевченка в Україні (1989—2013 рр.) / Михайло Глушко // Дрогобицький краєзнавчий збірник. — 2014. — Вип. 17–18. — С. 425—438.

Рецензії
- Рец. на: Komentarze do Polskiego Atlasu Etnograficznego / Pod red. naukową J. Bohdanowicza. — Wrocław: Wyd-wo PTL, 1997. — T. IV: Transport i komunikacja łądowa / Red. tomu Z. Kłodnicki. — 316 s., il. / Михайло Глушко // Записки НТШ. — 2001. — Т. CCXLII. — С. 652—662.
- Рец. на: Феномен нації: основи життєдіяльності / За ред. Б. П. Попова. — К.: Знання, 1998. — 262 с. / Михайло Глушко // Записки НТШ. — 2001. — Т. CCXLII. — С. 676—684.
- Рец. на: Віктор Давидюк. Етнологічний нарис Волині. За матеріалами експедиції Полісько-Волинського народознавчого центру «Волиняна — 2003». Луцьк: Інститут культурної антропології, 2005. 70 с. / Михайло Глушко // Вісник Львівського університету. Серія історична. — 2005. — Вип. 39–40. — С. 722—728.
- Рец. на: Тетяна Пархоменко. Календарні звичаї та обряди Рівненщини. Рівне: видавець Олег Зень, 2008.-119с. / Михайло Глушко // Вісник Львівського університету: Серія історична. — 2008 . — Вип. 43 . — С. 465—471.
- Рец. на: Кримський Аг. Звенигородщина. Шевченкова Батьківщина з погляду етнографічного та діалектологічного: відтворення з авторського макету 1930 р. ; [автор передм. А. Ю. Чабан]. — Черкаси: «Вертикаль», видавець ПП Кандич С. Г., 2009. — ХНІ + 438 + 10 с.; іл. / Михайло Глушко // Шевченків світ: Науковий щорічник. До 200-річчя з дня народження Т. Г. Шевченка. — Черкаси: Видавець Чабаненко Ю., 2010. — Вип. 3. — С. 148—158.
- Ювілейний збірник наукових праць патріарха української етнології (Рец.: Всеволод Наулко. Пошуки. Роздуми. Студії. Збірник наукових праць до 80-річчя від дня народження / за редакцією В. А. Старкова. — К. : Український письменник, 2013. — 391 с. : іл.) / Михайло Глушко // Народознавчі зошити. — 2014. — № 2. — С. 416—418. [Архівовано 3 квітня 2015 у Wayback Machine.]
- З глибин народного досвіду (Рец.: Ігнатенко І. Народна медицина Середнього Полісся: традиції і сучасність (на польових етнографічних матеріалах) / Ірина Ігнатенко. — Кам'янець-Подільський: Медобори-2006, 2013. — 334 с. : іл.) / Михайло Глушко // Народознавчі зошити. — 2013. — № 4. — С. 765—766. [Архівовано 2 квітня 2015 у Wayback Machine.]

## Сфера наукових зацікавлень
Походження, джерела та етапи розвитку різних об'єктів традиційної матеріальної і духовної культури українського етносу, слов'ян загалом, українська усна народна творчість, історія української етнологічної науки. Останніх півтори десятка років працює на стику різних гуманітарних наук — археології, історії, етнології, фольклористики, лінгвістики.